# مرسيليائية تيمونية
مرسيليائية تيمونية (الاسم العلمي: Massilia timonae) هي نوع من البكتيريا، سلبية الغرام، تتبع المرسيليات.